# Gephyroglanis
Gephyroglanis es un género de peces actinopeterigios de agua dulce, distribuidos por ríos y lagos del centro de África.

## Especies
Existen solamente tres especies reconocidas en este género:
- Gephyroglanis congicus Boulenger, 1899
- Gephyroglanis gymnorhynchus Pappenheim, 1914
- Gephyroglanis habereri Steindachner, 1912